# Provinciale weg 302
Der Provinciale weg 302 (kurz: N302) ist eine niederländische Landstraße in den Provinzen Flevoland und Gelderland, die im Süden von Lelystad (A6) bis nach Kootwijk (Gemeinde Barneveld) (A1) verläuft.
Vorbei am Flughafen Lelystad verläuft die Straße weiter Richtung Harderwijk.
2006 wurde der Abschnitt Lelystad und Harderwijk von 2 × 1 Fahrspuren auf 2 × 2 Fahrspuren ausgebaut, um die Unfallgefahr zu mildern. Bei Harderwijk geht es im Trog unter dem Veluwemeer-Aquädukt, der das Veluwemeer und das Wolderwijd (ein Veluwerandmeer) voneinander trennt.
An der Ausfahrt 18 Kootwijk der A1 endet die N302.
Es gibt Pläne die N302 durch die N23 zu ersetzen und auszubauen um die Verkehrsanbindung von Nordholland und Flevoland zu verbessern. Die N23 soll von der N50 bei Kampen bis zu N242 bei Alkmaar verlaufen.
Bis 2018 gehörte auch der Abschnitt von Hoorn und Enkhuizen über den Houtribdijk bis zur Nordumfahrung Lelystads zur N302. Mittlerweile gehört dieser Abschnitt aber zur N307.